# Letheobia manni
Letheobia manni — вид змій родини сліпунів (Typhlopidae). Мешкає в Західній Африці. Вид названий на честь американського ентомолога Вільяма Монтани Манна.

## Поширення і екологія
Letheobia manni відомі за кількома зразками, зібраними в Ліберії і Гвінеї, зокрема на горі Німба, можливо, також в Кот-д'Івуарі.